# Bar Refaeli
Bar Refaeli (în ebraică: בר רפאלי; n. 4 iunie 1985) este un fotomodel israelian și ocazional actriță. Ea a fost covergirl al magazinului Sports Illustrated Swimsuit Issue în 2009, iar în 2012 a fost cotată pe locul #1 în topul „Hot 100” al revistei Maxim. În 2013, ea a găzduit primul sezon al showului The X Factor Israel.

## Viața timpurie
Bar Refaeli s-a născut pe 4 iunie 1985 în osavul Olesh,  unde părinții ei, Rafael și Tzipi, dețineau o fermă de cai. Ulterior a crescut în orașul Hod HaSharon, Israel. Ambii părinți sunt născuți în Israel, iar bunicii ei au emigrat în Palestina din Italia, Lituania și Polonia. Și mama ei, Tzipi născută Levin, a fost în tinerețea ei, în anii 1970, manechin sub numele ei de fată. Refaeli are trei frați. În primii ani de viață a trebuit să poarte un aparat dentar.

## Cariera de modelling
Refaeli și-a început cariera de model încă din leagăn, când la vârsta de 8 luni a apărut într-un film de reclamă. Apoi la vârsta de 15 ani, ea a apărut în campanii pentru brandurile de modă Castro și Pilpel, de asemenea, a jucat într-un film de publicitate pentru crema alimentară Milky. Refaeli a câștigat titlul de „Model al anului”, la un concurs de frumusețe israelian din 2000. A fost, de asemenea, aleasă ca modelul casei de modă Renuar, servind ca manechin în cataloagele acesteia din vara 2002 și iarna  2003 . 
Refaeli a pozat apoi pentru magazinele Elle (Franța), Maxim, și GQ (Italia). Ea a debutat în 2007 în Sports Illustrated Swimsuit Issue, devenind primul model israelian al acestei reviste, în care a apărut în compania formației rock Aerosmith. În 2009, Refaeli a fost covermodel pentru Sports Illustrated Swimsuit Issue. O fotografie a ei în bikini, a fost pictată pe un avion de tip Boeing 737 în cadrul unei campanii de promoție pentru Southwest Airlines, dar această idee a fost foarte criticată de o parte din public, ca nefiind decentă. În luna octombrie a aceluiași an, Refaeli a fost din nou implicată într-o polemică publică, atunci când grupuri de evrei ultraortodocși (haredim) au denunțat o campanie comercială în cadrul căreia au fost postate la Tel Aviv panouri uriașe în care ea a apărea pe jumătate goală.  Panourile, considerate indecente, au fost în cele din urma înlăturate.
Bar Refaeli a fost și purtătoarea de cuvânt a brand-ului de modă Luisa Cerano. Ea a pozat și pentru Subaru, Accessorize,linia vestimentară braziliană Besni, , linia italiană de bijuterii Marco Bicego, și firma Rampage. În 2008, Refaeli a făcut publicitate liniei de haine Hurley, și firmei Koln Diddy, „I Am King”. În 2009, ea a devenit purtătoarea de cuvânt a firmei Garnier International și a lansat campania de publicitate pe anii 2009-2010 pentru ceasurile și bijuteriile Morellato.
La 5 martie 2009, Refaeli a primit „Premiul mondial pentru stil”, al Women's World Awards, pentru „eleganța ei naturală, simțul stilului și compasiune.” [19] În luna octombrie a aceluiași an, ea a apărut într-o campanie de publicitate la Istanbul.

## Cariera de film și televiziune
În 2005 Refaeli a jucat în serialul israelian de televiziune Pick Up. În octombrie 2008, ea a prezentat un program special de televiziune  „Tommy Hilfiger Prezintă Ironic Iconic America”, bazat pe cartea „Ironic Iconic America” de George Lois. Ea a revenit ca o moderatoare de programe în 2009, de data aceasta la MTV pentru revenirea pe ecrane a emisiunii „House of Style”.
În 2011, Bar Refaeli a jucat în filmul israelo-american „Session”. Regizat de israelianul Haim Bouzaglo, filmul este un thriller psihologic care povestește povestea unui psiholog manipulator care devine obsedat de o tânără pacientă. Ea a fost membră oaspete în juriul ciclului al 4-lea al concursului  Germania's Next Topmodel  moderat de Heidi Klum în Germania.

## Filantropie
Refaeli a activat voluntar pentru Proiectul Sunshine, o organizație non-profit care oferă servicii gratuite și programe pentru copiii care se confruntă cu boli amenințătoare de viață. De asemenea, ea este voluntară pentru organizația Ahava, care are grijă de animalele de companie abandonate în nordul Israelului după Războiul din Liban din 2006.
Bar Refaeli și regizorul de film Shahar Segal au făcut o campanie gratuită sub sloganul „O pungă mai puțin” cu scopul de a reduce utilizarea de pungi de plastic în Israel.
În numele principiilor ecologice, în august 2010, ea a luat parte la o campanie a firmei Better Place pentru promovarea automobilelor electrice.

## Viața personală
Refaeli a avut o relație cu actorul David Charvet și apoi cu Uri El-Natan. În 2005 în noiembrie Refaeli a început o legătură romantică cu actorul american Leonardo DiCaprio, după întâlnirea acestora la o petrecere din Las Vegas. În cursul călătoriei lor în Israel în martie 2007, cuplul s-a întâlnit cu președintele israelian Shimon Peres și a vizitat orașul natal al lui Refaeli, Hod Hasharon. Relația lor s-a încheiat în iunie 2009. Numeroase reportaje au indicat totuși că la începutul anului 2010, relația lor ar fi fost reluată. Dar în mai 2011, s-a anunțat că cuplul și-a încheiat relația romantică definitiv și că vor rămâne prieteni.

### Controversa asupra serviciului militar
În 2007, s-a produs un scandal când a devenit cunoscut faptul că Refaeli s-a căsătorit cu o cunoștință de familie pentru a evita serviciul militar în Forțele de Apărare Israeliene, care este obligatoriu atât pentru bărbați și femei, dar a divorțat la scurt timp după aceea. Ca urmare, Forumul israelian pentru Promovarea Egalității în obligații a amenințat cu boicotul rețeaua de articole de modă Fox dacă va recurge la serviciile lui Refaeli, dar cele două părți au ajuns la un compromis prin care manechinul s-a angajat să viziteze soldați răniți și să încurajeze înrolarea în armată. În ianuarie 2010, Refaeli a fost din nou obiect de critici in media atunci când un general israelian a  dezvăluit că ea a solicitat să fie înregistrată ca nerezidentă în Israel în scopul de a plăti impozite mai reduse.
Relația ei cu Di Caprio a făcut ca o organizație naționalistă israeliană să trimită o scrisoare publică în care i-a cerut lui Refaeli, pentru binele „generațiilor viitoare de evrei”, să nu se căsătorească cu un „neevreu”, cerere similară cu cea din urma cu câțiva ani, adresată top-modelului israelian și Miss World, Linor Abardjil.

## Premii
- Women’s World Awards
- 2013 Vienna Fashion Award as Style Icon